# Menispermum
Menispermum es un género de plantas fanerógamas perteneciente a la familia Menispermaceae. Nativo del Asia central y oriental y Norteamérica. Comprende 89 especies descritas y de estas, solo 2 aceptadas.

## Taxonomía
El género fue descrito por Carlos Linneo y publicado en Species Plantarum 1: 340. 1753. La especie tipo es: Menispermum canadense L.

## Especies aceptadas
Especies aceptadas hasta julio de 2014. Nombre binomial seguido del autor, abreviado según las convenciones y usos.
- Menispermum canadense L.
- Menispermum dauricum DC.